# 乌格劳伊·潘娜
乌格劳伊·潘娜（匈牙利語：Ugrai Panna，2004年10月18日—），匈牙利女子游泳运动员，2024年欧洲锦标赛女子4×100米自由泳接力、混合4×100米自由泳接力金牌得主和女子4×200米自由泳接力银牌得主、2024年世界短池锦标赛女子4×200米自由泳接力银牌得主。